# Biblioteca Ignasi Iglésias-Can Fabra
La Biblioteca Ignasi Iglésias-Can Fabra és una biblioteca pública de la Xarxa de Biblioteques Municipals. Ocupa tres plantes de l'antic Vapor del Rec, també anomenat Can Fabra, al carrer del Segre, 24-32.

## Història
Sant Andreu de Palomar va ser un municipi independent fins al 1897 quan va ser annexionat a Barcelona. En aquells temps, es va anar transformant per les indústries que s'hi van instal·lar: la Fabra i Coats, La Maquinista i la Hispano Suiza. Hi havia molta activitat cultural i nombrosos ateneus d'entitats locals. Aquesta rica vida social va generar una voluntat en diverses iniciatives del barri perquè hi hagués una biblioteca al barri. El 1932 es creà la Comissió Pro-Biblioteca Pública Ignasi Iglésias, amb l'objectiu de treure de l'oblit la donació que Pere Coromines i el dramaturg i poeta andreuenc Ignasi Iglésias i Pujadas (1871-1928). van fer al poble de Sant Andreu l'any 1912.
La biblioteca es va inaugurar la tardor de 1935, i ha tingut tres emplaçaments. Durant 55 anys va estar a la segona planta de la Casa de la Vila, actualment seu del districte, a la plaça d'Orfila. El 1990 es fa el primer trasllat, per manca d'espai i ampliació de serveis, a l'edifici Josep Pallach, al carrer Segadors, 2. Des del setembre del 2002, i fruit d'una gran reivindicació veïnal, la biblioteca s'instal·la a l'edifici rehabilitat de l'antic Vapor del Rec, i passà a anomenar-se Biblioteca Ignasi Iglésias - Can Fabra.

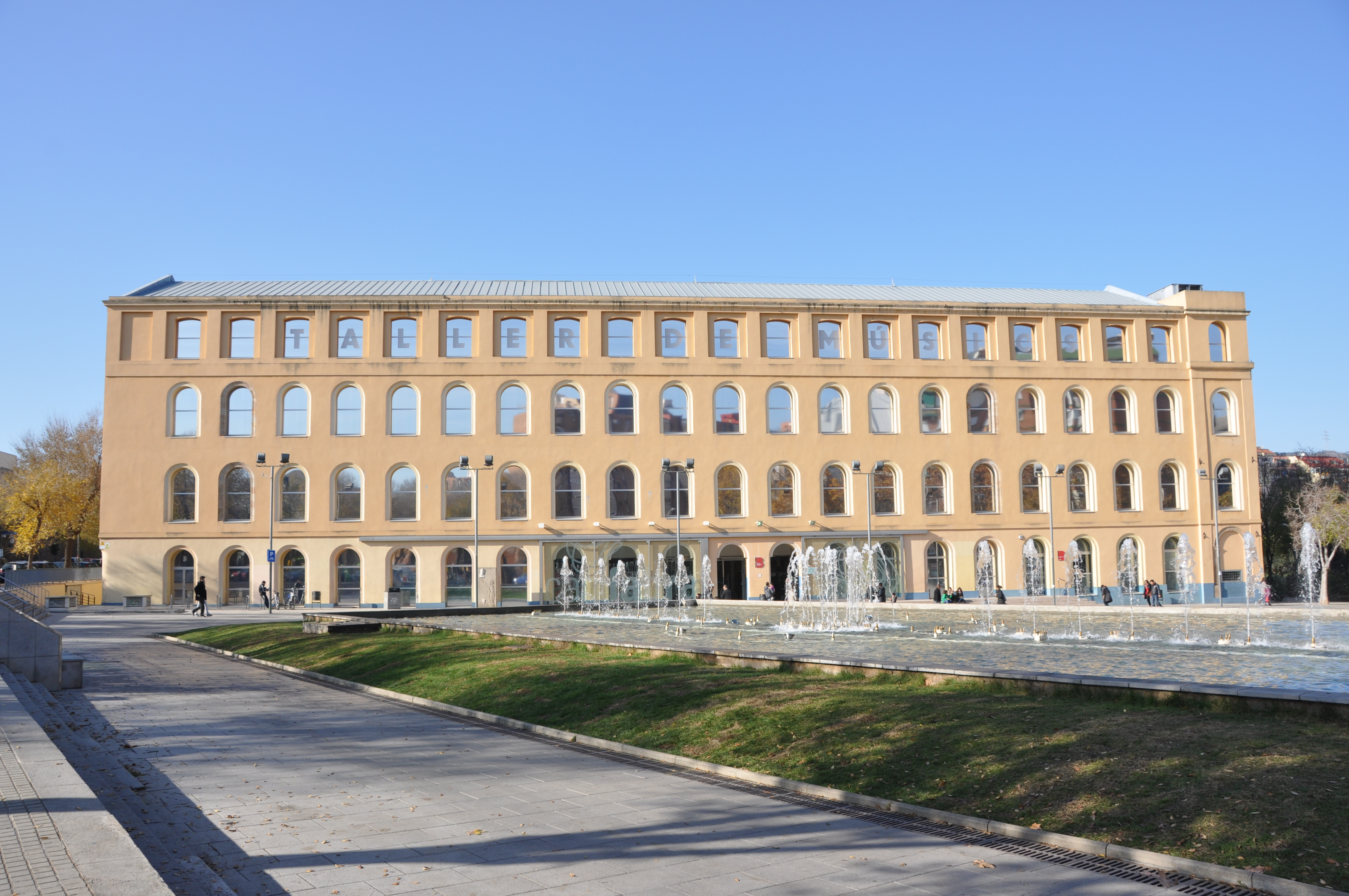
Antic Vapor del Rec, rehabilitat el 2002, és la seu de la Biblioteca Ignasi Iglésias-Can Fabra

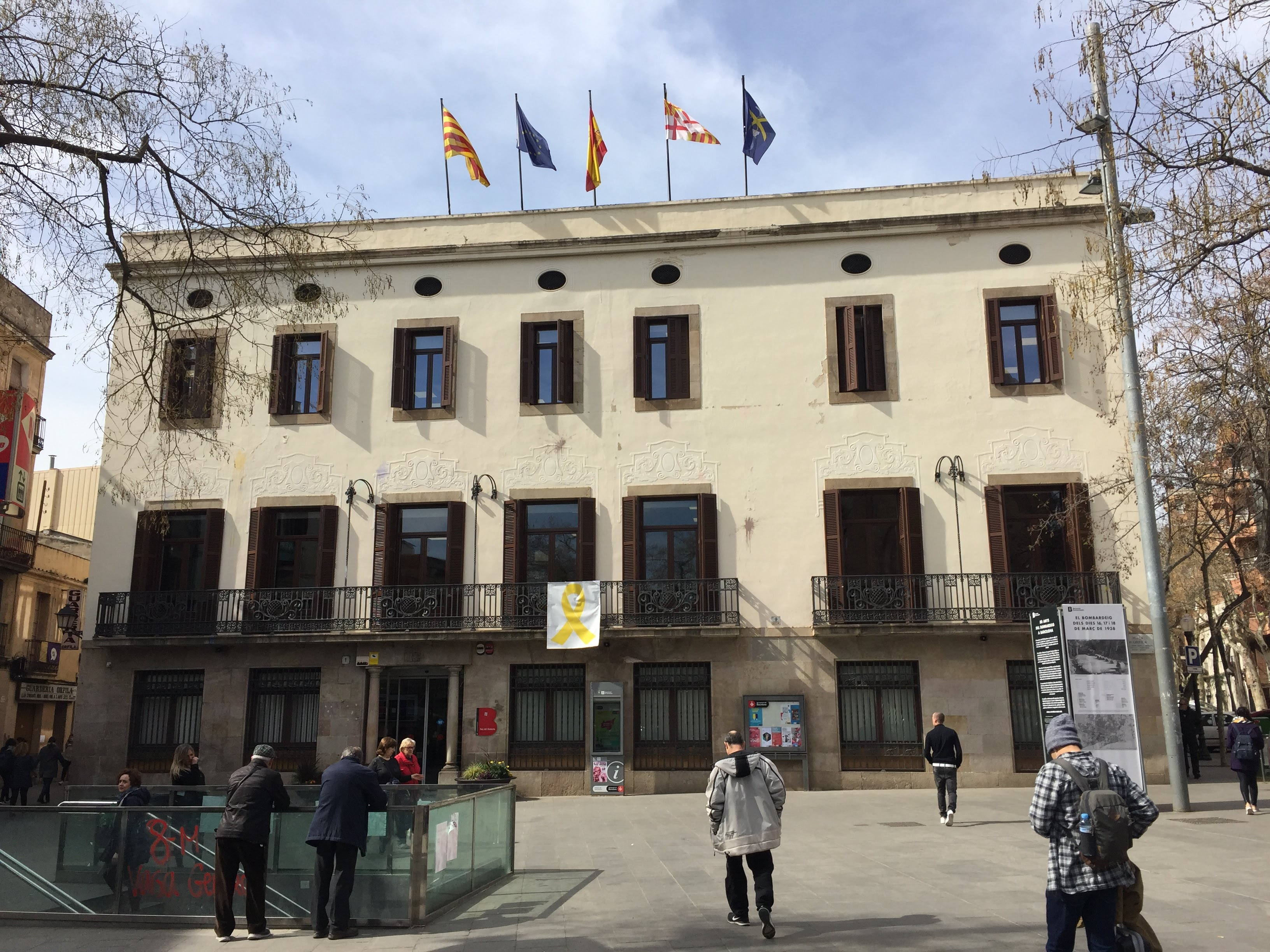
Antic Ajuntament de Sant Andreu del Palomar. Del 1935 fins al 1990 la segona planta d'aquest edifici fou la Biblioteca Popular Ignasi Iglésias

## Col·lecció[8]
Actualment, la biblioteca compta amb un fons de més de 130.000 documents en totes les temàtiques del coneixement i de diversos suports: llibres, revistes, diaris, CD, DVD i vídeojocs.
A banda del fons bàsic, cal destacar les col·leccions:
- El llegat de l'escriptor Ignasi Iglésias és un fons de més de mil llibres de la seva biblioteca particular. Conté clàssics de la literatura i del teatre de finals del segle xix i de principis del segle xx. Són exclosos del servei de préstec, però es poden consultar a la biblioteca.
- Una àrea de documents que fan referència a la història de Sant Andreu, el barri i també el Districte. També hi ha un fons d'autors i autores locals.
- Hi ha un fons especialitzat en còmic que té més de 25.000 documents, la col·lecció més important de la Xarxa de Biblioteques Municipals de Barcelona i de Catalunya. La biblioteca publica guies de lectura d'aquest gènere narratiu, organitza activitats per a totes les edats, té dos clubs de lectura de còmic, acull exposicions mensualment d'artistes novells a l'espai Territori Mutant i anualment promou una exposició de gran format amb programació d'activitats associades.